# Érica García
Érica García (Buenos Aires, 6 de abril de 1968) es música, compositora, multiartista plastica y digital y escritora argentina. En la actualidad une la respiración consciente y la meditación con música y arte en proyectos multimedia. 
Es uno de los íconos femeninos del rock nacional del 2000. Aparece en varios libros sobre el rock argentino y/o su historia, algunos de ellos 50 años de Rock en Argentina de Fernández Bittar, Cemento, el libro que cuenta la historia del mítico boliche y otros libros de interés general como Quién es la chica de Tomás Balmaceda. Fue nominada a los Premios Grammy Latinos de 2000 por Mejor performance femenina de Rock por la canción Vete Destino.Es también "una chica en el cielo" de Ala delta y Spaghetti del rock ambos temas del grupo Divididos, como relata el libro de Balmaceda.

## Biografía
Nació el 6 de abril de 1968.
A los 7 años comenzó a tocar la guitarra, recibió las primeras lecciones de su padre y luego siguió descubriendo las notas por su cuenta. Desde pequeña compuso canciones y en 1990 se integró al Grupo Cero, dedicado a la poesía con la dirección del periodista Tom Lupo con el que hicieron varios recitales de ese género. Desde 1989 hasta 1999 estuvo en pareja con el guitarrista Ricardo Mollo.
Estudió teatro con Norman Briski y Lorenzo Quinteros y en 1991 integró con Karina Tamburini en batería y Nancy González en bajo -luego reemplazada por Flopa Lestani- el trío de punk rock Mata Violeta y dejó el estudio de teatro para dedicarse de lleno a la banda. Su debut fue en un festival callejero en Hurlingham ante 2000 personas, compartiendo escenario con Las Pelotas y Caballeros de la Quema. Actuaron en numerosos bares de la ciudad de Buenos Aires y se separaron en 1995.

## Carrera solista
En 1996 comenzó su carrera solista y al año siguiente editó su primer disco, titulado El cerebro, que fue producido por Ricardo Mollo. En 1998 editó La Bestia, producido por ella misma junto a Mollo, que incluía la canción Vete destino, que tuvo amplia difusión en la radiodifusión y fue nominado en 2000 en la primera entrega de los Latin Grammy, por lo que Érica se convirtió junto a Mercedes Sosa, en una de las primeras mujeres argentinas candidatas a dichos premios.
Su tercer disco fue Amorama, editado en 2001 por Universal Music Group con la producción de Gustavo Santaolalla. Rolling Stone Argentina describió al álbum como «el lanzamiento argentino de Universal (Music Group) más importante de 2001». En 2002 Érica tocó en el primer Cosquín Rock y al fin de ese año estuvo nominada en los premios MTV al Premio al mejor video por Positiva por lo cual viajó a Los Ángeles y tocó en la ceremonia junto a Café Tacuba, Javiera Parra, Álvaro Henríquez de Los Tres, Ely Guerra, el tema Olor a Gas.
En hizo una gira con Enrique Bunbury, quien declaró que su voz «fue nacida para el rock». También tocó en la Latin Alternative Music Conference en Los Ángeles. Sobre su participación, el New York Times dijo, «esa noche, el show más impresionante vino de la sinceridad 'a lo PJ Harvey' de la cantante argentina Erica García, una de las pocas mujeres que toca la guitarra y escribe sus propias canciones logrando fama internacional en este género dominado por hombres».
En 2003 se radicó en Los Ángeles, donde vivió 7 años y tocó y grabó por 2 años con el colectivo musical Fool's Gold. Ella misma grabó y produjo su cuarto álbum Afternoon in Bamboos en Silver Lake, Los Ángeles, en el 2006. Creó la banda Mountain Party para actuar en Hypnorituals and Mesmemusical Miracles Hanging in the Sky, un icónico festival folk curado por Devendra Banhart. García también estudió actuación en el Stella Adler Studio of Acting de Hollywood. En 2009 actuó en el western The Treasure of the Black Jaguar dirigida por Mike Bruce, en coproducción Japón-Hollywood. Paralelamente en 2008 se recibió de Instructora Internacional de Kundalini Yoga en el Centro Golden Bridge de Los Angeles, donde conoció la meditación Shinay, con ojos abiertos y se volvió ferviente practicante. Esto sigue el hilo conductor desde su adolescencia y su práctica de Tae Kwon do en la que se ha graduado como cinturón negro 1er dan. Siempre se ha interesado por las prácticas que unen la fisicalidad, el arte y la filosofía. 
Volvió a Argentina en 2010, comenzó a grabar y también incursionó en otros géneros; organizó las fiestas Santo Bombo, incluyendo en sus performances, bombo legüero, bailarines, artistas del tatuaje y música electrónica.
En octubre de 2010 tocó en el Hot Festival, con Massive Attack, Scissors Sisters, Yeasayer y Mika entre otros artistas. En 2012 presentó Tributo a Billie Holliday con excelentes crìticas de críticos de jazz. En 2013 participó en la película Palmera de Leo Damario y al año siguiente lanzó el disco Tangos Vampiros con 9 tangos de su autoría, con gran aceptación del ambiente tanguero. En 2015 actuó en la miniserie Fronteras emitida por Telefe, dirigida por Sabrina Farji. En 2016 condujo La Noche de C5N junto a Diego Moranzoni. En 2016 y 2017 fue jurado del programa Rock del País del canal TN de Argentina, conducido por el Bebe Contepomi. También compuso el tema Estrellas Estrelladas para la ficción Las Estrellas de Pol-Ka (en Canal 13).
Continuó presentándose ininterrumpidamente hasta el 8 de febrero de 2020 en el teatro Colón abriendo el show de Alejandro Lerner.   
A comienzos del 2020 escribió el libro Teoría de la Eternidad, donde se empieza a ver su interés por la metafísica. 
En pandemia se dedicó a profundizar en la pintura y artes mixtas, tarea que había comenzado tímidamente en los años de Los Angeles. 
En el 2022 comenzó a tocar la trompeta de forma autodidacta, compuso material para trompeta y realizó la presentación en la cúpula del CCK- Palacio Libertad, donde tocó un repertorio completamente nuevo, instrumental, con trompetas experimentales sobre bases electrónicas, con gran aceptación del público de las nuevas generaciones.
En 2024 cumplió su sueño de vivir frente al mar, donde se entregó a la práctica de la meditación, la respiración consciente y el cold plunge, técnica de biohacking, mientras desarrollaba arte digital. 
Actualmente fusiona todas las disciplinas adquiridas con música y arte digital. 

## Filmografía
| Año       | Título          | Rol        | Notas |
| --------- | --------------- | ---------- | ----- |
| 2013      | Palmera         | ¿?         |       |
| 2015      | Fronteras       | ¿?         |       |
| 2016      | La Noche de C5N | Conductora |       |
| 2016–2017 | Rock del País   | Jurado     |       |

## Discografía

### Solista
- El Cerebro (1997). Productor: Ricardo Mollo. Músicos: Érica García, Fabián Von Quntiero, Martín Aloé, Alejo Vintrob, Max Araujo, Ervin Stutz.
- La Bestia (1998). Productor: Érica García y Ricardo Mollo. Músicos: Érica García, Ricardo Mollo, Fernando Samalea, Martín Aloé, Ervin Stutz, Matías Zapata.
- Amorama (2001). Productor: Gustavo Santaolalla. Músicos: Gustavo Santaolalla, Justin Meldhal Johnsen, Jon Brion, Victor Indrizzo, Roger Manning Jr., Joe Gore David Campbell, Sebastian Escofet, Javier Casalla.
- Positiva Remixes (2001).
- Tangos Vampiros (2014).

### Como Mountain Party
- Afternoon in Bamboos (2006). Érica García en todos los instrumentos y producción.

### Como Lady Grave
- Lady Grave (2006). Érica García en todos los instrumentos y producción.

### Compilaciones
- Surco Artists 2000.
- New Weird American 2007.

### Tributos
- Tributo a Sandro, «Quiero llenarme de tí» 1999.
- Through the Wilderness: A Madonna Tribute (Manimal Vinyl) 2007.[14]

## Colaboraciones
García colaboró durante 10 años con la banda Divididos, en ukulele y acordeón, en los temas El Burrito, Sisters y Dame un limón (que quedará registrado en el unplugged de Divididos en MTV, grabado en Miami). Fue música invitada de la banda Brazzaville (con músicos de la banda de Beck) en dos álbumes entre 2002 y 2004. Actuó con Café Tacuba, Ely Guerra, Álvaro Henríquez de Los Tres y Javiera Parra en los MTV Video Music Awards Latinoamérica 2002 realizado en Los Ángeles. Otras colaboraciones incluyen Cienfuegos, Hecuba, Montecarlo Jazz Ensemble, el compilado Pampa del Indio, Andrea Álvarez y Fool's Gold.

## Premios y nominaciones
| Año  | Trabajo nominado       | Premio        | Categoría                       | Resultado |
| ---- | ---------------------- | ------------- | ------------------------------- | --------- |
| 2000 | Vete Destino/La Bestia | Grammy Latino | Mejor cantante femenina de Rock | Nominado  |

- Grammy Latino, nominación, 2000.
- Premio Gardel 1999, nominación, mejor artista de Rock.[17]
- Premio Gardel 2002, nominación.
- MTV Video Music Awards 2002, nominación, Video de la Gente (Sureste).[18]
- Mejor cantante femenina, Rolling Stone Latinoamérica, 2000, 2001, 2002.[19]
- Mejor artista nuevo, 2000, premiado por Diario Clarin.
- Una de las 20 mujeres del año, 2000, premiado por Diario Clarin.

## Filmografía
- Franco Buenaventura (2002) como «Gisela».
- The Treasure of the Black Jaguar (2010) dirigida por Mike Bruce, como «Carmelita».